# Петино (Перуђа)
Петино је насеље у Италији у округу Перуђа, региону Умбрија.
Према процени из 2011. у насељу је живело 74 становника. Насеље се налази на надморској висини од 1120 м.